# Agriocnemis dabreui
Agriocnemis dabreui là một loài chuồn chuồn kim trong họ Coenagrionidae.
Loài này được xếp vào nhóm Loài ít quan tâm trong sách Đỏ của IUCN năm 2010.
Agriocnemis dabreui được Fraser miêu tả khoa học năm 1919.